# 朴永虎
朴 永虎（朴 永浩、パク・ヨンホ、朝鮮語: 박영호）は、朝鮮民主主義人民共和国の政治家。朝鮮労働党中央委員会委員。黄海南道党委員会委員長などを歴任した。

## 経歴
出生地や生年月日は不明。2012年7月に黄海南道で餓死者が出たため解任された盧培権の後任として、黄海南道党委員会責任書記に任命された。2014年3月に最高人民会議第13期代議員に選出され、4月には最高人民会議予算委員会委員に選出された。2016年5月9日に開催された朝鮮労働党第7次大会で朝鮮労働党中央委員会委員に選出された。2019年4月10日に開催された党中央委員会第7期第4回総会で、黄海南道党委員会委員長を解任された。